# Италијански краткодлаки гонич
Италијански краткодлаки гонич (итал. Segugio italiano a pelo raso) раса је паса пореклом из Италије. По FCI класификацији спада у шесту групу, међу трагаче по крви. Има веома развијен њух и одличан је ловачки пас. Прилагодљив је сваком поднебљу, поседује велику брзину и веома је агилан.